# 大沙東站
大沙東站是广州地铁5號線和7號線的一座换乘车站，位於中國广东省广州市黄埔区大沙地東路、广新路、鎮東路口的地底，於2009年12月28日随5号线首期通车而啟用，2023年12月28日随着7号线二期通车而成为换乘站。

## 车站結構
大沙东站目前分为两个站体：位于大沙地东路下方的5号线车站、以及位于镇东路下方的7号线车站。车站周边為大沙地东路、广新路、鎮東路、黄埔区海关大楼、黄埔区人民法院及其它建筑。
另外，本站设有两个卫生间及母婴室，分别位于换乘通道靠近5号线一端的非付费区，以及7号线站台往美的大道方向头端。

### 5号线楼层
5号线车站共设有三层，地下一層為站廳；地下二层为车站设备层；地下三層為5號綫月台。车站总建筑面积为9,281平方米。
| 地下一层 | 站廳     | 售票機、客服中心、商店、警务室、安检设施 经換乘通道前往 █7号线 |  |  |
| 地下二层 | 设备区   | 车站设备                                                       |  |  |
| 地下三层 | 2 站台   | █5号线 滘口方向（下站：大沙地）                                |  |  |
|          | 岛式站台 |                                                                |  |  |
|          | 1 站台   | █5号线 黄埔新港方向（下站：文沖）                              |  |  |

### 7号线楼层
7号线车站共设有四层，地下一層為站廳及换乘通道；地下二、三层为车站设备层；地下四層為7號綫月台。值得一提的是，该站体为7号线二期中最深的车站。
|          | F口平台层                  | 安检设施 来往F出入口和换乘通道           |  |  |
| 地下一层 | 7号线站廳                  | 售票機、客服中心、商店、警务室、安检设施 |  |  |
|          | 换乘通道                   | 前往 █5号线 卫生间、母婴室（非付费区）   |  |  |
| 地下二层 | 设备区                     | 车站设备                                 |  |  |
| 地下三层 | 平台层                     | 来往站厅和站台 车站设备区                |  |  |
| 地下四层 | 4 站台                     | █7号线 美的大道方向（下站：裕丰围）      |  |  |
|          | 岛式站台（卫生间、母婴室） |                                          |  |  |
|          | 3 站台                     | █7号线 燕山方向（下站：姬堂）            |  |  |

### 站厅及换乘
大沙东站5号线和7号线各自设有一个站厅，均位于地下一层，两个站厅通过联络通道相連。为方便乘客进出及换乘，5号线站厅北侧，7号线站厅东侧被划分为收费区，换乘通道同样被划分为非付费区和付费区，而在付费区范围则设有自動行人道。
5号线站厅设有3条扶手电梯、1组楼梯和1台专用电梯可供乘客來往5号线站台；7號線由于月台位處地下較深的位置，因此站厅付费区内的三组各2条扶手电梯均连接至各自的平台层，平台层处另设有2条扶手电梯连接月台，此外在站厅付费区中部另设有1台直连站厅至月台的专用电梯，以及站厅付费区北侧1组亦可直连月台的楼梯。
两个站厅均设有售票机智能客服中心，此外在5号线站厅非付费区内设有便利店，7号线站厅非付费区则设有面包糕饼店。

### 月台
本站5号线和7号线各自设有一个岛式月台，其中5号线在上，7号线在下。5号线月台位于大沙地东路与广新路之间地底，7号线月台位于镇东路的地底。

1号月台全景图

### 出入口
大沙东站现时设有5个出入口供乘客进出。其中A、C出入口位于5号线站厅，D、E出入口位于7号线站厅，F出入口位于两线换乘通道之间。
在5号线车站开通时除A、C出入口外，亦在大沙地东路北侧设置D出入口，但为配合7号线换乘通道建设，D出入口于2021年4月9日关闭拆卸，原出入口位置现时已改建为两线的换乘通道，重建的出入口则被编号为F。而D出入口的编号则由镇东路东侧行人道上的7号线车站出入口使用。
|                                                             |                                                           |      |            |                                                                                                  |
|                                                             |                                                           |      |            |                                                                                                  |
| 編號                                                        | 设施                                                      | 照片 | 出口指示   | 建議前往的目的地                                                                                 |
| 5号线站廳                                                   |                                                           |      |            |                                                                                                  |
| A                                                           | 盲道标志 · 轮椅升降台标志 · 无障碍通道标志 · 扶手电梯标志 |      | 大沙地東路 | 黄埔东路、广新路口（地铁大沙东站）公交站                                                         |
| C                                                           | 盲道标志 · 扶手电梯标志                                   |      | 大沙地東路 | 黄埔东路、黄埔区儿童公园公交车站                                                                 |
| 换乘通道                                                    |                                                           |      |            |                                                                                                  |
| F                                                           | 盲道标志 · 扶手电梯标志                                   |      | 大沙地東路 | 广州市黄埔区人民法院（东院区）、黄埔儿童公园、中华人民共和国黄埔海关、大沙东（黄埔海关）公交车站 |
| 7号线站廳                                                   |                                                           |      |            |                                                                                                  |
| D                                                           | 盲道标志 · 扶手电梯标志                                   |      | 镇东路     | 大沙地东路、三多路口公交车站                                                                     |
| E                                                           | 盲道标志 · 升降机标志 · 无障碍通道标志 · 扶手电梯标志     |      | 大沙地東路 | 丰乐中路、丰乐北路、广州市黄埔区人民法院（西院区）、黃埔區少年宮公交车站                         |
| 註： 設有 \| 設有 \| 設有 \| 設有輪椅升降台 \| 設有扶手電梯 |                                                           |      |            |                                                                                                  |

## 接驳交通
| 普通巴士线路 \| 编号 \| 编号 \| 线路 \| 线路 \| 线路 \| 收费 \| 备注 \| \| ---- \| ----- \| ------------------------ \| --------------------- \| -------------------------------- \| --------------------- \| ---------------------------------------------------------------------- \| \| \| 320 \| 思蕴路（网易总部） \| ⇆ \| 大沙东（广州航海学院） \| 3元 \| \| \| \| 323 \| 保利爱特城 \| ⇆ \| 黄埔体育中心 \| 2元 \| \| \| \| 324 \| 黄埔体育中心 \| ⇆ \| 联和（惠联路） \| 3元 \| \| \| \| 328 \| 天鹅谷（鹅山经济社） \| ↺ \| 长岭居小学（岭南林语） \| 2元 \| 30分/班 \| \| \| 355 \| 天河智慧城核心区（高唐） \| ⇆ \| 黄埔体育中心 \| 2元 \| 20–30分/班 \| \| \| 广369 \| （广州）黄埔体育中心 \| ⇆ \| （东莞）中大新华学院（东莞校区） \| 3元 \| 不大于15–30分/班 \| \| \| 389 \| 已于2024年5月5日停办 \| 已于2024年5月5日停办 \| 已于2024年5月5日停办 \| 已于2024年5月5日停办 \| 已于2024年5月5日停办 \| \| \| 390 \| 華坑生態村 \| ⇆ \| 科学城南部公交場 \| 2元 \| 不大于15–30分/班 \| \| \| 432 \| 瑞东花园 \| ⇆ \| 珠江花城 \| 2元 \| \| \| \| 432A \| 天坤三路 \| ⇆ \| 护林路东 \| 2元 \| \| \| \| 433 \| 已于2023年9月29日停办 \| 已于2023年9月29日停办 \| 已于2023年9月29日停办 \| 已于2023年9月29日停办 \| 已于2023年9月29日停办 \| \| \| 434 \| 华坑生态村 \| ↻ \| 地铁大沙地站 \| 2元 \| \| \| \| 459 \| 已于2025年6月7日停办 \| 已于2025年6月7日停办 \| 已于2025年6月7日停办 \| 已于2025年6月7日停办 \| 已于2025年6月7日停办 \| \| \| 517 \| 天河公交场 \| ⇆ \| 石化路 \| 2元 \| \| \| \| 581 \| 长福路 \| ⇆ \| 黄埔东路（石化南路） \| 3元 \| \| \| \| 943 \| 萝岗香雪（梅花世界） \| ⇆ \| 黄埔东路（石化南路） \| 2元 \| 萝岗香雪（梅花世界）方向经水西路中，黄埔东路（石化南路）方向经香雪山南 \| \| \| B29 \| 奥林匹克体育中心 \| ⇆ \| 博汇商业区 \| 2元 \| \| \| \| B30 \| 广纳院 \| ⇆ \| 南岗万达广场 \| 2元 \| \| \| \| B31 \| 黄埔东路（石化南路） \| ⇆ \| 开发区（珠江嘉园） \| 2元 \| \| \| \| 夜46 \| 奥林匹克体育中心 \| ⇆ \| 石化路 \| 4元 \| \| \| \| 夜104 \| 黄埔东路（石化南路） \| ⇆ \| 萝岗香雪（梅花世界） \| 3元 \| 经地铁萝岗站 339路附属线路 \| |       |                          |                       |                                  |                       |                                                                        |
| 编号 | 编号  | 线路                     | 线路                  | 线路                             | 收费                  | 备注                                                                   |
| | 320   | 思蕴路（网易总部）       | ⇆                     | 大沙东（广州航海学院）           | 3元                   |                                                                        |
| | 323   | 保利爱特城               | ⇆                     | 黄埔体育中心                     | 2元                   |                                                                        |
| | 324   | 黄埔体育中心             | ⇆                     | 联和（惠联路）                   | 3元                   |                                                                        |
| | 328   | 天鹅谷（鹅山经济社）     | ↺                     | 长岭居小学（岭南林语）           | 2元                   | 30分/班                                                                |
| | 355   | 天河智慧城核心区（高唐） | ⇆                     | 黄埔体育中心                     | 2元                   | 20–30分/班                                                             |
| | 广369 | （广州）黄埔体育中心     | ⇆                     | （东莞）中大新华学院（东莞校区） | 3元                   | 不大于15–30分/班                                                       |
| | 389   | 已于2024年5月5日停办     | 已于2024年5月5日停办  | 已于2024年5月5日停办             | 已于2024年5月5日停办  | 已于2024年5月5日停办                                                   |
| | 390   | 華坑生態村               | ⇆                     | 科学城南部公交場                 | 2元                   | 不大于15–30分/班                                                       |
| | 432   | 瑞东花园                 | ⇆                     | 珠江花城                         | 2元                   |                                                                        |
| | 432A  | 天坤三路                 | ⇆                     | 护林路东                         | 2元                   |                                                                        |
| | 433   | 已于2023年9月29日停办    | 已于2023年9月29日停办 | 已于2023年9月29日停办            | 已于2023年9月29日停办 | 已于2023年9月29日停办                                                  |
| | 434   | 华坑生态村               | ↻                     | 地铁大沙地站                     | 2元                   |                                                                        |
| | 459   | 已于2025年6月7日停办     | 已于2025年6月7日停办  | 已于2025年6月7日停办             | 已于2025年6月7日停办  | 已于2025年6月7日停办                                                   |
| | 517   | 天河公交场               | ⇆                     | 石化路                           | 2元                   |                                                                        |
| | 581   | 长福路                   | ⇆                     | 黄埔东路（石化南路）             | 3元                   |                                                                        |
| | 943   | 萝岗香雪（梅花世界）     | ⇆                     | 黄埔东路（石化南路）             | 2元                   | 萝岗香雪（梅花世界）方向经水西路中，黄埔东路（石化南路）方向经香雪山南 |
| | B29   | 奥林匹克体育中心         | ⇆                     | 博汇商业区                       | 2元                   |                                                                        |
| | B30   | 广纳院                   | ⇆                     | 南岗万达广场                     | 2元                   |                                                                        |
| | B31   | 黄埔东路（石化南路）     | ⇆                     | 开发区（珠江嘉园）               | 2元                   |                                                                        |
| | 夜46  | 奥林匹克体育中心         | ⇆                     | 石化路                           | 4元                   |                                                                        |
| | 夜104 | 黄埔东路（石化南路）     | ⇆                     | 萝岗香雪（梅花世界）             | 3元                   | 经地铁萝岗站 339路附属线路                                             |

## 利用状况
大沙东站邻近原黄埔区政府及部分住宅小区，因此本站早晚高峰时期拥有一定客流。
因应21号线后通段的开通加剧5号线早高峰的客流压力，本站曾自2019年12月18日起在工作日早高峰时期实施客流控制措施，后取消常态化客流控制措施。

## 历史

大沙东站启用时设置的D出入口，该出入口现已拆卸

大沙东站最初在2003年方案中出现。5號綫规划时改為在茅崗立交南邊轉向東北接入大沙地路，然後沿大沙地路東西向西延伸，中途亦设置本站，当初规划名为大沙地站，位置与现时基本一致。而7号线同样在2003年的规划方案中修改为进入黄埔区，该站一度作为7号线黄埔一端的终点站，并与5号线交汇，直到2015年原黃埔區和蘿崗區合併為新黃埔區，線路規劃亦從大沙東站繼續往北至萝岗地区，本站规划亦变更为中途站，最终成为7号线二期工程中的一部分并落实建设。
大沙东站5号线车站部分于2007年正式开工；2009年6月28日，本站正式三权移交；2009年12月28日，本站随5号线开通而正式启用。
7号线车站直到2018年12月28日起围蔽镇东路三多路口至镇东路大沙东路口一段的道路，以进行车站建设；车站既有D出入口亦于2021年4月9日关闭，以便建设换乘通道。7号线车站于2022年8月上旬实现主体结构封顶，2023年10月31日完成“三权”移交；2023年12月28日12时，7号线车站部分随7号线二期开通运营而正式启用，本站成为换乘车站。

### 事件
- 2022年年末疫情期间，本站A口曾受防控措施影响，于11月7日至11月30日下午暂时关闭[12]。